# Ingemar Karlsson
Göran Ingemar Karlsson, född 7 mars 1937 i Brastad, död 18 oktober 2019 i Örebro, var en socialdemokratisk kommun- och landstingspolitiker, huvudsakligen verksam i Örebro. 

## Biografi
Ingemar Karlssons politiska engagemang inleddes när han tillsammans med sin bror Roland Karlsson startade en socialdemokratisk ungdomsklubb i Brastad i slutet av 1950-talet.  Han gick den första sexveckorskursen anordnad av Sveriges Socialdemokratiska Ungdomsförbund (SSU) på Bommersvik och blev sedan ombudsman för SSU i Bohuslän. Därpå följde under 1960- och 70-talen ytterligare uppdrag som ombudsman för SSU och Arbetarnas bildningsförbund (ABF) i Örebro, Stockholm, Malmö och Örebro igen.  Inom ABF arbetade han särskilt med kultur, konst och teater. 1974 valdes han in Landstinget (senare Landstingsfullmäktige) och engagerade sig särskilt för folkbildning och profilering av folkhögskolorna.
När han 1977 blev kommunalråd i Örebro kommun var det med särskilt ansvar för just kultur och skola. Ett av de större beslut han var med om att fatta och genomföra var byggandet av det då nya stadsbiblioteket vid Olof Palmes torg. 1981 blev han landstingsråd i Örebro läns landsting (nuvarande Region Örebro län) och ledde 1984-91 landstinget som ordförande i dess styrelse och förvaltningsutskott. Under denna tid var han drivande i flera satsningar på vård och forskning som skulle visa sig få stor betydelse för framtiden. Bland annat kunde man 1987 vid dåvarande Regionsjukhuset, nuvarande Universitetssjukhuset i Örebro, som femte sjukhus i landet genomföra öppen hjärtkirurgi. Mellan 1992 och 1996 var Ingemar Karlsson Landstingsfullmäktiges ordförande.
Under flera decennier hade han ett starkt engagemang för lokaltrafikfrågor – både lokalt, exempelvis som ledamot och ordförande i Länstrafikens styrelse, och nationellt, framförallt som ordförande i dåvarande Svenska Lokaltrafikföreningen (nuvarande Svensk Lokaltrafik). 1994 fick han regeringens uppdrag att utreda nationell samordning av offentligt betalda resor, vilket resulterade i betänkandet Allmänna kommunikationer – för alla?
Utöver detta hade han en lång rad styrelseuppdrag, exempelvis i Sparbanksstiftelsen Nya, Almi Företagspartner, SOS Alarm samt Folkets hus, Örebro. På senare år var Ingemar Karlsson ledamot av kommunrevisionen i Örebro.